# Río Urup
El río Urup (en ruso: Уру́п, en adigué y cabardiano:Уэрп) es un río de la república de Karacháyevo-Cherkesia y el krai de Krasnodar, en Rusia, afluente por la izquierda del Kubán, en el Cáucaso norte.

## Curso
Tiene una longitud de 231 km y una cuenca hidrográfica de 3 220 km². Un caudal de 16.5 m³/s. Nace en las vertientes septentrionales del monte Urup (3 232 m), en Karacháyevo-Cherkesia. Toma una dirección primero al nordeste, luego al este y al norte y atraviesa las localidades de Urup, Yubileini, Mednogorski, Pregrádnaya, Bolshevik, Kyzyl-Urup, Ilbich, Peredovaya, Penkozavod, siempre al este y al norte, Lazarchuk, Udobnaya, hasta donde mantiene un carácter de río de montaña y donde entra en las llanuras. Atraviesa Romanchúkov, Stoliarov, Krasnye Gory, Sankov, Jloponin, Lenina, vira al noroeste y pasa por Novourupski, Otrádnaya, Sadovi, Voskresenskoye, Popútnaya, Troitski, Ulanovski, Berezhinovski, Gusarovskoye, Novovoskresenski, Panteleimonovskoye, Novourúpskoye, Beskórbnaya, Voronezhski, Triojselskoye, Konokovski, Rodnikovski, Podlesni, Urupski, Sovétskaya (donde toma dirección al norte), Zúyevo, Pervomaiski, Krasin, Radishchevo, Steblitski, Zavetni, Divni y Zarechni para desembocar en el Kubán al este de Armavir.
Sus principales afluentes son el Bolshói Teguin (por la izquierda) y el Kuvá (derecha).
Su alimentación es de régimen mixto con predominancia de la lluvia.

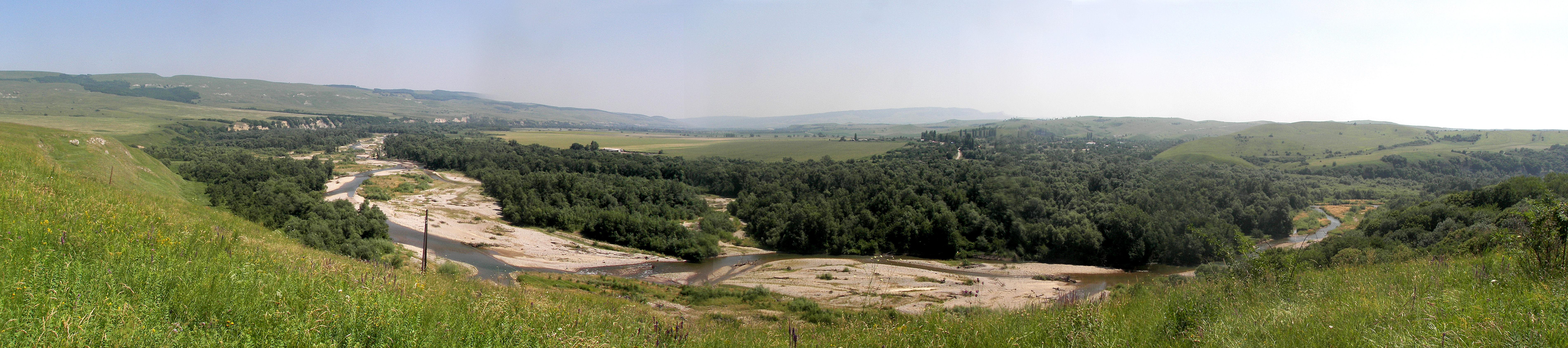